# Moneta tumida
Moneta tumida är en spindelart som beskrevs av Zhu 1998. Moneta tumida ingår i släktet Moneta och familjen klotspindlar. Inga underarter finns listade i Catalogue of Life.